# Hudson
L'Hudson è un fiume di 507 km degli Stati Uniti d'America, che scorre quasi interamente nello stato di New York e, per un brevissimo tratto del suo estuario atlantico, nel New Jersey, sul cui lato occidentale si affaccia: mentre bagna la città di New York, infatti, separa due suoi borough, il Bronx e Manhattan, dalle contee del New Jersey di Bergen, Hudson, Union e Middlesex.
Grazie a un sistema di canalizzazioni, può mettere in comunicazione il lago Ontario, che bagna il nord dello stato di New York, con l'oceano Atlantico ed è quindi una via strategica di trasporto per imbarcazioni cargo di medio tonnellaggio; è inoltre sottopassato da due gallerie che mettono in comunicazione la città di New York con il New Jersey.

## Morfologia e geografia
Il bacino idrografico del fiume Hudson e dei relativi affluenti (in particolar modo il fiume Mohawk) – ha una estensione notevolissima. Nasce ufficialmente come emissario del Lago Lacrima delle Nuvole (Lake Tear of the Clouds) nei monti Adirondack, anche se il canale navigabile, che parte dal lago fino ad arrivare all'Hudson a Tahawus, è conosciuto pure come Feldspar Brook o Opalescent River.
In effetti ciò che viene considerato come il vero e proprio Hudson, comincia alcuni chilometri più a nord di Tahawus, dal lago Henderson. In seguito viene raggiunto dal principale affluente, che è il fiume Mohawk: l'affluenza avviene nelle vicinanze di Troy a nord di Albany; immediatamente più a sud, una chiusa (Federal Dam) separa il fiume Hudson in due parti: l'Hudson Superiore e l'Hudson Inferiore. Dopo la Federal Dam, l'Hudson si allarga e defluisce verso sud nell'Oceano Atlantico, in corrispondenza di New York, passando tra l'isola di Manhattan e il New Jersey, e sfociando, infine, nella baia di New York, dopo aver superato l'immenso porto di New York.
L'Hudson Inferiore, tuttavia, si può considerare come un unico lungo estuario, con le forti maree che ne influenzano sensibilmente la corrente fino alla Federal Dam, con una tale intensità da rendere alcune zone dello stesso porto di New York difficili e pericolose da navigare. L'influenza delle maree è anche causa di un particolare fenomeno, facilmente visibile nel periodo invernale: durante l'inverno, infatti, il ghiaccio che si forma regolarmente per le temperature rigide, fluisce verso sud o verso nord seguendo il movimento di marea (da qui il nome indiano del fiume: "Il fiume che fluisce in entrambi i sensi"). Altra caratteristica "marina" dell'Hudson Inferiore, sono le diverse piccole insenature, quasi delle vere e proprie piccole baie, come quella di Weehawken Cove a Hoboken, Weehawken e il Tappan Zee presso Tarrytown.
Per queste sue caratteristiche, l'Hudson, a volte, è considerato alla stregua di un "fiume annegato". Il livello del mare infatti, considerevolmente aumentato dalla fine dell'ultima glaciazione, a causa degli appena descritti fenomeni di marea, ha provocato una notevole immissione di acqua salata marina, che si diffonde lungo il corso del fiume ben oltre la linea ideale della costa che marca lo sbocco del fiume nell'Oceano Atlantico. Tant'è che il vecchio e profondamente corroso letto fluviale, detto pure Canyon di Hudson, è una zona dove è possibile pescare normalmente grandi quantità di pesce tipicamente d'acqua salata. La particolare evoluzione della natura del fiume seguita all'ultima glaciazione, la si può notare dai risultati ottenuti da varie osservazioni e studi: si è appreso infatti, tra l'altro, che l'antico letto fluviale si estende per un lungo tratto fin sotto le attuali acque dell'Oceano Atlantico, lungo la piattaforma continentale.
L'Hudson affianca e attraversa molte località importanti: sul lato ovest si trovano West Point, il Thayer Hotel, il Bannerman's Castle, The Palisades, l'Hudson River Park, il Liberty State Park e lo Stevens Institute of Technology.
Dalla parte del New Jersey si trovano città e paesi come Fort Lee, Weehawken, Hoboken, e Jersey City. Dalla parte dello Stato di New York si trovano Troy, Albany, Kingston, Poughkeepsie, Beacon, Tarrytown, Sleepy Hollow, Yonkers e New York con Manhattan e il Bronx.

### Comuni bagnati dall'Hudson
Stato di New York
- Newcomb
- Queensbury
- Glens Falls
- Hudson Falls
- Fort Edward
- South Glens Falls
- Moreau
- Schuylerville
- Stillwater
- Mechanicville
- Troy
- Albany
- Hudson
- Kingston
- Catskill

- Saugerties
- Malden
- Poughkeepsie
- Germantown
- Annandale-on-Hudson
- Tivoli
- Newburgh
- Beacon
- Wappinger (New York)
- Peekskill
- Buchanan
- Verplanck
- Haverstraw
- Upper Nyack
- Nyack

- South Nyack
- Sparkill
- Palisades
- Croton-on-Hudson
- Ossining
- Briarcliff Manor
- Sleepy Hollow
- Tarrytown
- Irvington
- Dobbs Ferry
- Hastings-on-Hudson
- Yonkers
- The Bronx e Manhattan in New York

New Jersey
- Alpine
- Tenafly
- Englewood Cliffs
- Fort Lee
- Edgewater
- North Bergen
- Guttenberg
- West New York
- Weehawken
- Hoboken
- Jersey City

### Affluenti dell’Hudson
(da monte a valle)
- Opalescent Brook
- Cedar
- Indian
- Boreas[1]
- Schroon
- Sacandaga
- Mill Creek
- Batten Kill
- Hoosac
- Mohawk

- Poesten Kill[2]
- Patroon Creek
- Normans Kill[3]
- Moordener Kill
- Coeymans Creek
- Catskill Creek[4]
- Roeliff-Jansen Kill[5]
- Esopus Creek
- Rondout Creek
- Crum Elbow Creek[6]
- Wappinger Creek

- Casperkill
- Quassaick Creek
- Fishkill Creek
- Moodna Creek
- Croton
- Sing Sing Kill
- Pocantico
- Wicker's Creek
- Saw Mill

## Storia

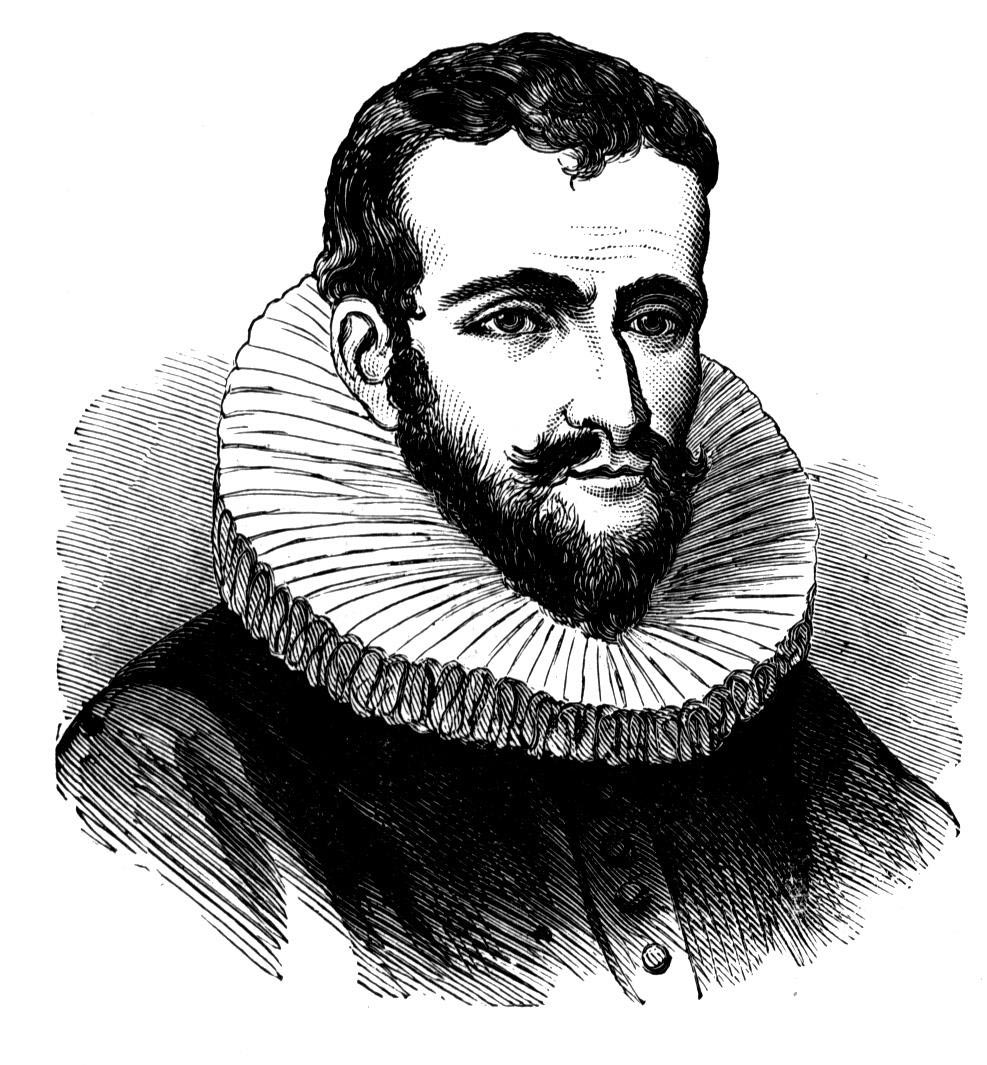
Ritratto di Henry Hudson.

Il fiume prende il suo attuale nome da Henry Hudson, un esploratore inglese al servizio della Compagnia olandese delle Indie orientali, che lo esplorò nel 1609. Dalla tribù pellerossa dei Mohicani era chiamato Muh-lui-kun-Ne-tuk, che significa "Il fiume che fluisce in entrambi i sensi", in quanto le maree marine creano forti correnti alternativamente verso il mare e verso l'entroterra.
Il primo europeo che lo raggiunse fu Giovanni da Verrazzano nel 1524, durante le sue esplorazioni per conto di Francesco I, re di Francia. In seguito, la sua valle divenne il luogo in cui si insediarono i primi colonizzatori europei nella zona, ovverosia gli olandesi. Questi ultimi ribattezzarono l'Hudson come "Fiume del Nord", giacché costituiva il confine settentrionale della maggior parte del territorio della colonia della Nuova Olanda. A seguito del subentro dei Britannici, verso la fine del XVII secolo, alla fine delle guerre anglo-olandesi il fiume assunse la sua denominazione definitiva di Hudson. Tuttavia, localmente, ancora oggi è conosciuto anche come "Fiume del Nord".
Attualmente l'Hudson è una via di comunicazione fluviale d'importanza strategica. Attraverso il Canale Erie e, più sopra, attraverso l'enorme sistema navigabile di chiuse detto Canale San Lorenzo, l'Hudson permette alle navi di grande tonnellaggio di poter raggiungere i porti situati nei Grandi Laghi tra Canada e USA e viceversa. Il traffico di naviglio annualmente raggiunge proporzioni raramente riscontrabili in altri punti del globo terrestre.
La particolare conformazione idrogeologica dell'Hudson, inoltre, ha dato luogo alla costruzione di due tunnel sotterranei: il Lincoln Tunnel e l'Holland Tunnel. I due tunnel consentono il transito di mezzi tra le rive degli Stati del New Jersey e di New York, altrimenti non facilmente collegabili con ponti tradizionali. L'unico ponte costruito nell'area è il Ponte George Washington.